# Lista över vetenskapspriser
Lista över vetenskapspriser innehåller ett urval av stora och/eller prestigefyllda vetenskapspriser.
| Nr | Namn                                                         | Första utdelningsår | Vetenskapsområde                                                                                              | Utdelningsland | Utdelare                                                                                | Aktuell prissumma (2013)  | Frekvens       |
| -- | ------------------------------------------------------------ | ------------------- | --- | -------------- | --------------------------------------------------------------------------------------- | ------------------------- | -------------- |
| 1  | Nobelpriset                                                  | 1901                | Fysik och fysiologi, kemi, medicin, litteratur, fred                                                          | Sverige/Norge  | Kungliga Vetenskapsakademien Karolinska Institutet Svenska Akademien Stortinget i Norge | 1, 2 miljoner US dollar   | Årligen        |
| 2  | Asahipriset                                                  | 1929                | Vetenskap eller konst med bidrag till japansk kultur eller samhälle                                           | Japan          | Asahi Shimbun                                                                           | 52.000 US dollar          | Årligen        |
| 3  | Fieldsmedaljen                                               | 1936                | Matematik | -              | International Mathematical Union                                                        | 14.700 US dollar          | Vart fjärde år |
| 4  | Japanpriset                                                  | 1983                | Vetenskap och teknologi                                                                                       | Japan          | Japanska stiftelsen för vetenskap och teknologi                                         | Ungefär 450.000 US dollar | Årligen        |
| 5  | Turingpriset                                                 | 1986                | Datorvetenskap/Informationsteknologi                                                                          | -              | Association for Computing Machinery                                                     | 250.000 US dollar         | Årligen        |
| 6  | Kyotopriset                                                  | 1985                | Grundvetenskaper, avancerad teknologi, konst och filosofi                                                     | Japan          | Inamori-stiftelsen                                                                      | 527.000 US dollar         | Årligen        |
| 7  | Schockprisen                                                 | 1993                | Logik och filosofi, matematik, visuell konst, musik                                                           | Sverige        | Kungliga Vetenskapsakademien, Konstakademien, Musikaliska Akademien                     | 400.000 kronor            | Vartannat år   |
| 8  | Abelpriset                                                   | 2003                | Matematik | Norge          | Norska regeringen                                                                       | 1 miljon US dollar        | Årligen        |
| 9  | Gad Rausings pris för framstående humanistisk forskargärning | 2003                | Arkeologi, filosofi, etnologi, språkvetenskap och historievetenskaper (inom det nordiska forskningssamhället) | Sverige        | Kungliga Vitterhetsakademien                                                            | 1 miljon kronor           | Årligen        |
| 10 | Fundamental Physics Prize                                    | 2012                | Grundläggande fysik                                                                                           | Ryssland       | Fundamental Physics Prize Foundation                                                    | 3 miljoner US dollar      | Årligen        |
| 11 | Queen Elisabeth Prize for Engineering                        | 2013                | Teknologi | Storbritannien | Royal Academy of Engineering, London                                                    | 1,5 miljoner US dollar    | Årligen        |
| 12 | Breakthrough Prize in Life Sciences                          | 2013                | Biovetenskaper                                                                                                | -              | Fundamental Physics Prize Foundation                                                    | 3 miljoner US dollar      | Årligen        |